# Edgar Mejía
Edgar Eduardo Mejía Viruete (Guadalajara, 17 luglio 1988) è un ex calciatore messicano, di ruolo centrocampista.

## Caratteristiche tecniche
È un centrocampista difensivo.

## Palmarès

### Club
- Campionato messicano: 1

Chivas: 2006 (A)